# 皮托爾溪
皮托爾溪（英語：Pithole Creek）是位處美國賓夕凡尼亞州西北部阿勒格尼河的支流，流域達41.8平方英里（108平方）。皮托爾溪在距離奧爾波里斯0.5英里（0.80）的一處與阿勒格尼河接壤。皮托爾本身的意思為“坑洞”，附近的鬼鎮皮托爾城亦以此河流命名。